# Phòng hàng hải quốc tế
Phòng hàng hải quốc tế (tiếng Anh: International Maritime Bureau) là một bộ phận chuyên biệt của Phòng Thương mại Quốc tế.
Trách nhiệm của Phòng hàng hải quốc tế là đấu tranh chống các tội liên quan tới vận chuyển và mậu dịch hàng hải trên khắp thế giới, đặc biệt tội cướp biển và gian lận trong buôn bán. Phòng cũng có trách nhiệm bảo vệ các thủy thủ đoàn trên các tàu đi biển.
Phòng có một trung tâm báo cáo về các cụ cướp biển hàng ngày, đặt tại thành phố Kuala Lumpur, Malaysia và xuất bản một bản báo cáo hàng tuần về tình trạng cướp biển.
Phòng hàng hải quốc tế được thành lập năm 1981, với sự đồng ý của Tổ chức hàng hải quốc tế (International Maritime Organization) của Liên Hợp Quốc và có quan sát viên trong tổ chức Interpol cũng như có MOU (Memorandum of understanding = Bản ghi thỏa thuận) với Tổ chức Thuế quan quốc tế (World Customs Organization).
Giám đốc của phòng hiện nay là thuyền trưởng Pottengal Mukundan.